# Spilomelinae
De Spilomelinae zijn een zeer grote onderfamilie van vlinders of Lepidoptera uit de familie van de grasmotten of Crambidae. Bij vroegere classificatie werden ze ingedeeld in de onderfamilie van Pyraustinae als geslachtengroep Spilomelini. 
In totaal zijn ruim 4100 soorten over 340 geslachten bekend. Daarmee is het de meest soortenrijke groep onder de Pyraloidea. Tot 2019 beschouwde men de taxon Spilomelinae als polyfyletisch. In Malley et al  wordt vermeld dat er sterke aanwijzingen zijn dat deze onderfamilie monofyletisch is.
Tot de soorten die in Europa voorkomen behoren onder meer de buxusmot, de sikkelvlekmot, de parelmoermot en de witte kruidenmot.

## Geslachten
(Indicatie van aantallen soorten per geslacht tussen haakjes)

### Geslachtengroep Agroterini Acloque, 1897
- Aetholix Lederer, 1863 (4)
- Agrotera Schrank, 1802 (28)
- Aiyura Munroe, 1974 (2)
- Chalcidoptera Butler, 1887 (15)
- Chilochromopsis Munroe, 1964 (1)
- Coenostolopsis Munroe, 1960 (3)
- Diastictis Hübner, 1818 (12)
- Framinghamia Strand, 1920 (1)
- Glaucobotys Maes, 2008 (1)
- Goliathodes Munroe, 1974 (1)
- Gypodes Munroe, 1976 (1)
- Haritalodes Warren, 1890 (11)
- Lingulabotys Maes, 2025 (2)[2]
- Lygropia Lederer, 1863 (66)
- Lypotigris Hübner, 1825 (1)
- Micromartinia Amsel, 1957 (1)
- Microthyris Lederer, 1863 (7)
- Nagiella Munroe, 1976 (5)
- Neoanalthes Yamanaka & Kirpichnikova, 1993 (8)
- Nosophora Lederer, 1863 (28)
- Notarcha Meyrick, 1884 (18)
- Pantographa Lederer, 1863 (8)
- Paranacoleia Inoue, 1982 (4)
- Patania Moore, 1888 (44)
- Phaedropsis Warren, 1890 (24)
- Phostria Hübner, 1819 (87)
- Phryganodes Guenée, 1854 (25)
- Purpurata Xue, Lu & Du, 2024 (6)
- Suhela Singh, Ranjan, Kirti & Chandra, 2022 (2)
- Syllepte Hübner, 1819–1821 (196)
- Tetracona Meyrick, 1884 (3)
- Tylostega Meyrick, 1894 (9)
- Ulopeza Zeller, 1852 (16)

### Geslachtengroep Asciodini Mally, Hayden, Neinhuis, Jordal & Nuss, 2019
- Arthromastix Warren, 1890 (2)
- Asciodes Guenée, 1854 (5)
- Beebea Schaus, 1923 (1)
- Bicilia Amsel, 1956 (4)
- Ceratocilia Amsel, 1956 (8)
- Ceratoclasis Lederer, 1863 (9)
- Erilusa Walker, 1866 (2)
- Laniifera Hampson, 1899 (2)
- Laniipriva Munroe, 1976 (1)
- Loxomorpha Amsel, 1956 (4)
- Maracayia Amsel, 1956 (2)
- Psara Snellen, 1875 (36)
- Sathria Lederer, 1863 (3)

### Geslachtengroep Herpetogrammatini Mally, Hayden, Neinhuis, Jordal & Nuss, 2019
- Blepharomastix Lederer, 1863 (85)
- Cryptobotys Munroe, 1956 (2)
- Eurrhyparodes Snellen, 1880 (12)
- Herpetogramma Lederer, 1863 (102)
- Hileithia Snellen, 1875 (20)
- Metoeca Warren, 1896 (1)
- Pilocrocis Lederer, 1863 (65)

### Geslachtengroep Hydririni Minet, 1982
- Choristostigma Warren, 1892 (10)
- Gonocausta Lederer, 1863 (4)
- Hydriris Meyrick, 1885 (7)
- Lamprosema Hübner, 1823 (72)
- Nehydriris Munroe, 1974 (1)
- Ommatospila Lederer, 1963 (3)
- Rhectothyris Warren, 1890 (1)
- Syllepis Poey, 1832 (7)

### Geslachtengroep Hymeniini Swinhoe, 1900
- Hymenia Hübner, 1825 (3)
- Spoladea Guenée, 1854 (2)

### Geslachtengroep Lineodini Amsel, 1956
- Euleucinodes Capps, 1948 (1)
- Leucinodes Guenée, 1854 (19)
- Lineodes Guenée, 1854 (47)
- Neoleucinodes Capps, 1948 (9)
- Proleucinodes Capps, 1948 (4)
- Rhectosemia Lederer, 1863 (12)

### Geslachtengroep Margaroniini Swinhoe & Cotes, 1889
- Agathodes Guenée, 1854 (16)
- Agrioglypta Meyrick, 1932 (11)
- Alytana J. C. Shaffer, & Munroe, (2)
- Analyta Lederer, 1863 (10)
- Anarmodia Lederer, 1863 (24)
- Antigastra Lederer, 1863 (2)
- Aphytoceros Meyrick, 1884 (3)
- Arthroschista Hampson, 1893 (2)
- Asturodes Amsel, 1956 (4)
- Azochis Walker, 1859 (16)
- Botyodes Guenée, 1854 (9)
- Cadarena Moore, 1886 (1)
- Caldubotys Singh, Kirti & Singh, 2019 (1)
- Caprinia Walker, 1859 (10)
- Chabulina J. C. Shaffer, & Munroe, (10)
- Charitoprepes Warren, 1896 (3)
- Chrysophyllis Meyrick, 1934 (1)
- Chrysothyridia Munroe, 1967 (2)
- Cirrhochrista Lederer, 1863 (39)
- Colomychus Munroe, 1956 (2)
- Compacta Amsel, 1956 (4)
- Condylorrhiza Lederer, 1863 (4)
- Conogethes Meyrick, 1884 (17)
- Cydalima Lederer, 1863 (9)
- Diaphania Hübner, 1818 (93)
- Didymostoma Warren, 1892 (2)
- Dysallacta Lederer, 1863 (3)
- Endocrossis Meyrick, 1889 (5)
- Eusabena Snellen, 1901 (4)
- Filodes Guenée, 1854 (14)
- Ghesquierellana Berger, 1955 (5)
- Glauconoe Warren, 1892 (1)
- Glyphodella J. C. Shaffer & Munroe (3)
- Glyphodes Guenée, 1854 (153)
- Hedyleptopsis Munroe, 1960 (1)
- Heterocnephes Lederer, 1863 (5)
- Hodebertia Leraut, 2003 (1)
- Hoterodes Guenée, 1854 (5)
- Leucochroma Guenée, 1854 (6)
- Liopasia Möschler, 1882 (15)
- Loxmaionia Schaus, 1913 (1)
- Maruca Walker, 1859 (4)
- Marwitzia Gaede, 1917 (3)
- Megaphysa Guenée, 1854 (1)
- Megastes Guenée, 1854 (16)
- Meroctena Lederer, 1863 (4)
- Nevrina Guenée, 1854 (3)
- Nolckenia Snellen, 1875 (1)
- Obtusipalpis Hampson, 1896 (6)
- Omiodes Guenée, 1854 (102)
- Omphisa Moore, 1886 (10)
- Pachynoa Lederer, 1863 (12)
- Palpita Hübner, 1808 (169)
- Parotis Hübner, 1831 (38)
- Poliobotys J. C. Shaffer & Munroe (1)
- Polygrammodes Guenée, 1854 (78)
- Polygrammopsis Munroe, 1960 (1)
- Polythlipta Lederer, 1863 (19)
- Prenesta Snellen, 1875 (16)
- Pygospila Guenée, 1854 (10)
- Radessa Munroe, 1977 (2)
- Rhagoba Moore, 1888 (2)
- Rhimphalea Lederer, 1863 (13)
- Sinomphisa Munroe, 1958 (3)
- Sparagmia Guenée, 1854 (1)
- Stemorrhages Lederer, 1863 (10)
- Synclera Lederer, 1863 (16)
- Syngamilyta Strand, 1920 (5)
- Talanga Moore, 1885 (10)
- Terastia Guenée, 1854 (8)
- Tessema J. F. G. Clarke, 1986 (1)
- Tyspanodes Warren, 1891 (20)
- Uncobotyodes Kirti & Rose, 1990 (1)
- Zebronia Hübner, 1821 (6)

### Geslachtengroep Nomophilini Kuznetzov & Stekolnikov, 1979
- Arnia Guenée, 1849 (1)
- Ategumia Amsel, 1956 (11)
- Bocchoris Moore, 1885 (25)
- Crocidocnemis Warren, 1889 (2)
- Desmia Westwood, 1832 (89)
- Diacme Warren, 1892 (10)
- Diasemia Hübner, 1825 (13)
- Diasemiodes Munroe, 1957 (4)
- Diasemiopsis Munroe, 1957 (1)
- Diathrausta Lederer, 1863 (21)
- Epipagis Hübner, 1825 (14)
- Mecyna Doubleday, 1849 (34)
- Mimophobetron Munroe, 1950 (1)
- Mimorista Warren, 1890 (15)
- Niphograpta Warren, 1892 (1)
- Nomophila Hübner, 1825 (14)
- Nothomastix Warren, 1890 (5)
- Parapilocrocis Munroe, 1967 (3)
- Parathrausta Seizmair, 2024 (1)
- Pardomima Warren, 1890 (16)
- Perisyntrocha Meyrick, 1894 (4)
- Pessocosma Meyrick, 1884 (4)
- Protonoceras Warren, 1890 (5)
- Samea Guenée, 1854 (29)
- Sameodes Snellen, 1880 (15)
- Syngamia Guenée, 1854 (25)

### Geslachtengroep Spilomelini Guenée, 1854
- Aethaloessa Lederer, 1863 (3)
- Ceratarcha Swinhoe, 1894 (2)
- Cirrhocephalina Munroe, 1995 (5)
- Cnaphalocrocis Lederer, 1863 (29)
- Eporidia Walker, 1859 (1)
- Geshna Dyar, 1906 (1)
- Marasmia Lederer, 1863 (8)
- Marasmianympha Munroe, 1991 (1)
- Massepha Walker, 1859 (17)
- Orphanostigma Warren, 1890 (7)
- Palpusia Amsel, 1956 (10)
- Rhectocraspeda Warren, 1892 (2)
- Salbia Guenée, 1854 (34)
- Scaptesylodes Munroe, 1976 (2)
- Siga Hübner, 1820 (2)
- Spilomela Guenée, 1854 (8)
- Zeuzerobotys Munroe, 1963 (1)

### Geslachtengroep Steniini Guenée, 1854
- Anageshna Munroe, 1956 (1)
- Apogeshna Munroe, 1956 (3)
- Bradina Lederer, 1863 (94)
- Camptomastix Warren, 1892 (2)
- Dolicharthria Stephens, 1834 (23)
- Duponchelia Zeller, 1847 (5)
- Epherema Snellen, 1892 (1)
- Glycythyma Turner, 1908 (4)
- Hymenoptychis Zeller, 1852 (4)
- Loxostegopsis Dyar, 1917 (6)
- Metasia Guenée, 1854 (90)
- Penestola Möschler, 1890 (3)
- Steniodes Snellen, 1875 (9)
- Symmoracma Meyrick, 1894 (1)
- Tatobotys Butler, 1881 (11)

### Geslachtengroep Trichaeini Mally, Hayden, Neinhuis, Jordal & Nuss, 2019
- Archernis Meyrick, 1886 (11)
- Prophantis Warren, 1896 (8)
- Sacculosia Amsel, 1956 (1)
- Trichaea Herrich-Schäffer, 1866 (11)
- Zenamorpha Amsel, 1956 (1)

### Geslachtengroep Udeini Mally, Hayden, Neinhuis, Jordal & Nuss, 2019
- Cheverella B. Landry, 2011   (1)
- Conchylodes Guenée, 1854 (21)
- Deana Butler, 1879 (1)
- Ercta Walker, 1859 (7)
- Mnesictena Meyrick, 1884 (7)
- Sisyracera Möschler, 1890 (3)
- Tanaophysa Warren, 1892 (2)
- Udea Guenée, 1845 (212)
- Udeoides Maes, 2006 (6)

### Geslachtengroep Wurthiini Roepke, 1916
- Apilocrocis Amsel, 1956 (11)
- Aristebulea Munroe & Mutuura, 1968 (2)
- Cotachena Moore, 1885 (12)
- Diaphantania Möschler, 1890 (3)
- Loxocorys Meyrick, 1894 (1)
- Mimetebulea Munroe & Mutuura, 1968 (1)
- Niphopyralis Hampson, 1893 (8)
- Pseudebulea Butler, 1881 (4)
- Togabotys Yamanaka, 1978 (1)

### Overig
- Aboetheta Turner, 1914 (1)
- Acicys Turner, 1911 (1)
- Aediodina Strand, 1919 (1)
- Agrammia Guenée, 1854 (2)
- Almonia Walker, 1866 (4)
- Ametrea Munroe, 1964 (1)
- Arxama Walker, 1866 (4)
- Atelocentra Meyrick, 1884 (1)
- Auchmophoba Turner, 1913 (4)
- Bacotoma Moore, 1885 (10)
- Cangetta Moore, 1886 (13)
- Carthade Snellen, 1899 (1)
- Chabula Moore, 1886 (3)
- Chalcibotys Maes, 2024 (2)
- Chromodes Guenée, 1854 (1)
- Cissachroa Turner, 1937 (1)
- Coelorhyncidia Hampson, 1896 (6)
- Coptobasis Lederer, 1863 (13)
- Coremata Amsel, 1956 (1)
- Criophthona Meyrick, 1884 (9)
- Cristabotys Maes, 2024 (1)
- Cyclarcha Swinhoe, 1894 (2)
- Daulia Walker, 1859 (9)
- Deuterarcha Meyrick, 1884 (2)
- Deuterophysa Warren, 1889 (14)
- Diathraustodes Hampson, 1896 (4)
- Dichocrocis Lederer, 1863 (55)
- Discothyris Warren, 1895 (3)
- Dracaenura Meyrick, 1886 (19)
- Ebuleodes Warren, 1896 (1)
- Ectadiosoma Turner, 1937 (1)
- Elbursia Amsel, 1950 (1)
- Eudaimonisma T. P. Lucas, 1902 (1)
- Eulepte Hübner, 1825 (6)
- Eurybela Turner, 1908 (2)
- Eustenia Snellen, 1899 (1)
- Exoasota Ko & Bae, 2020 (1)
- Furcivena Hampson, 1896 (4)
- Gadessa Moore, 1885 (3)
- Gethosyne Warren, 1896 (1)
- Goniorhynchus Hampson, 1896 (17)
- Hemopsis Kirti & Rose, 1987 (2)
- Heterudea Dognin, 1905 (2)
- Hyalea Guenée, 1854 (4)
- Indogrammodes Kirti & Rose, 1989 (1)
- Iranomecyna Koçak & Kemal, 2016 (1)
- Ischnurges Lederer, 1863 (5)
- Legrandellus J. C. Shaffer & Munroe, (1)
- Lepidoneura Hampson, 1896 (3)
- Leucinodella Strand, 1918 (2)
- Leucochromodes Amsel, 1956 (8)
- Leucophotis Butler, 1886 (1)
- Lipararchis Meyrick, 1934 (3)
- Luma Walker, 1863 (11)
- Macaretaera Meyrick, 1886 (1)
- Macrobela Turner, 1939 (1)
- Malaciotis Meyrick, 1934 (1)
- Malickyella Mey & Speidel, 2010 (4)
- Meekiaria Munroe, 1974 (2)
- Merodictya Warren, 1896 (1)
- Mesocondyla Lederer, 1863 (2)
- Metallarcha Meyrick, 1884 (16)
- Metasibotys Maes, 2022 (1)
- Metraeopsis Dognin, 1905 (1)
- Microgeshna J. C. Shaffer & Munroe, (1)
- Microphysetica Hampson, 1917 (4)
- Mimudea Warren, 1892 (40)
- Mukia Amsel, 1954 (1)
- Myriostephes Meyrick, 1884 (6)
- Myrmidonistis Meyrick, 1887 (1)
- Nacoleia Walker, 1859 (81)
- Nankogobinda Rose & Kirti, 1986 (1)
- Nausinoe Hübner, 1825 (11)
- Nausinoella J. C. Shaffer & Munroe, (1)
- Neobotyodes Singh, Kirti & Singh, 2019 (1)
- Neostege Hampson, 1910 (1)
- Nistra Walker, 1859 (1)
- Ommatobotys J. C. Shaffer & Munroe, (2)
- Orphnophanes Lederer, 1863 (5)
- Orthospila Warren, 1890 (4)
- Osiriaca Walker, 1866 (1)
- Otiophora Turner, 1908 (3)
- Pectinobotys Munroe, 1959 (1)
- Pelinopsis Dognin, 1905 (1)
- Peribona Snellen, 1895 (1)
- Physematia Lederer, 1863 (2)
- Piletocera Lederer, 1863 (94)
- Piletosoma Hampson, 1899 (9)
- Plateopsis Warren, 1896 (1)
- Platygraphis Dyar, 1918 (1)
- Pleonectoides Hampson, 1891 (1)
- Praeacrospila Amsel, 1956 (4)
- Praephostria Amsel, 1956 (2)
- Pramadea Moore, 1888 (9)
- Preneopogon Warren, 1896 (2)
- Prionopaltis Warren, 1892 (3)
- Prorodes Swinhoe, 1894 (3)
- Proternia Meyrick, 1884 (1)
- Pycnarmon Lederer, 1863 (56)
- Pylartes Walker, 1863 (2)
- Pyradena Munroe, 1958 (1)
- Ravanoa Moore, 1885 (2)
- Rehimena Walker, 1866 (16)
- Rhimphaliodes Hampson, 1893 (1)
- Rhynchetria Klunder van Gijen, 1913 (1)
- Sagariphora Meyrick, 1894 (1)
- Sameodesma Hampson, 1918 (2)
- Sciorista Warren, 1890 (1)
- Sedenia Guenée, 1854 (10)
- Sericophylla Turner, 1937 (1)
- Stenorista Dognin, 1905 (2)
- Syngropia Hampson, 1912 (1)
- Syntrita Dognin, 1905 (6)
- Tabidia Snellen, 1880 (13)
- Tanaophysopsis Munroe, 1964 (1)
- Tangla Swinhoe, 1900 (1)
- Tasenia Snellen, 1901 (1)
- Teratauxta E. Hering, 1901 (1)
- Torqueola Swinhoe, 1906 (3)
- Trichoceraea Sauber, 1902 (1)
- Trigonobela Turner, 1915 (2)
- Trithyris Lederer, 1863 (3)
- Troctoceras Dognin, 1905 (1)
- Voliba Walker, 1866 (6)
- Xanthomelaena Hampson, 1896 (1)
- Zagiridia Hampson, 1897 (2)